# Nelson Riddle

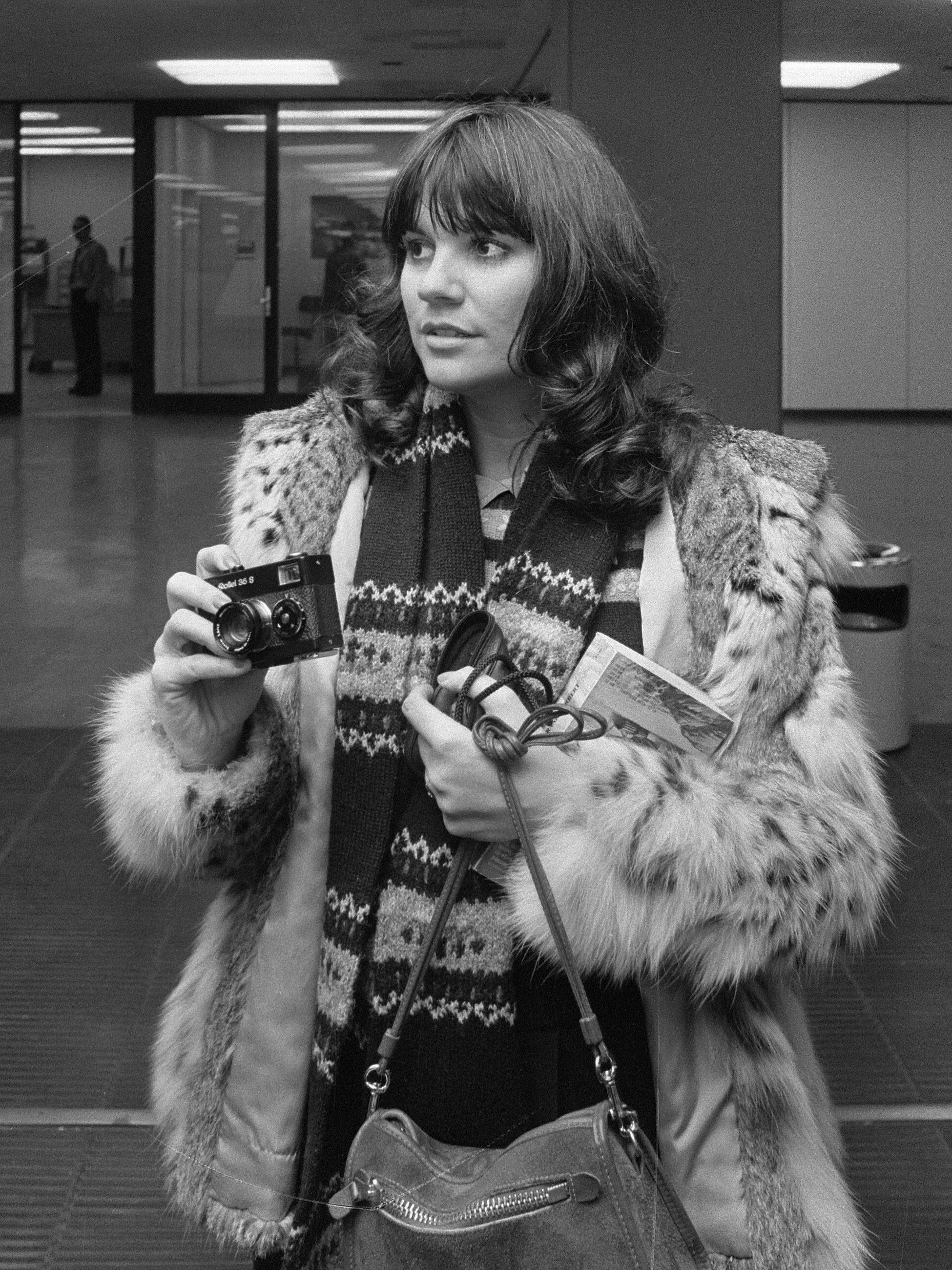
Linda Ronstadt, 1976

Nelson Riddle (Oradell, 1921. június 1. – Los Angeles, 1985. október 6.) amerikai zenész: zeneszerző, hangszerelő, zenekarvezető.
Riddle pályafutása az 1940-es évek végétől az 1980-as évek közepéig tartott. Számos énekessel dolgozott együtt a Capitol Recordsnál, köztük volt Frank Sinatra, Ella Fitzgerald, Nat King Cole, Judy Garland, Dean Martin, Peggy Lee, Johnny Mathis, Rosemary Clooney, Keely Smith és msok. Számos filmhez és tévéműsorhoz írt zenét és hangszerelt. Egy Oscar-díjat és három Grammy-díjat kapott. Az 1980-as években platinalemezei voltak Linda Ronstadt triójával.

## Pályakép
Nelson Smock Riddle, Jr. szülei egyetlen gyermeke volt. Nyolcévesen kezdett zongorázni, tizennégy évesen pedig harsonázni. 1939-ben végzett a Rumson High Schoolban, majd zenét tanult még a Ridgewood High Schoolban is. A Ridgewood High Schoolban letaglózó élménye volt jelen lenni Szergej Alekszandrovics Kuszevickij és a Bostoni Szimfonikus Zenekar előadásában Maurice Ravel Boléro ját. Riddle később ezt mondta: „Soha nem felejtem el. Olyan volt, mintha a zenekar leugrott volna a színpadról, és arcon csapott volna!”
Ezt követően különböző helyi zenekarokban játszott.
majd 1943-ban csatlakozott az Egyesült Államok Kereskedelmi Tengerészgyalogságához. Ezután Chicagóba költözött, ahol harsonás volt Tommy Dorsey zenekarában. 1945 áprilisában ismét behívták a hadserege, és 15 hónapos szolgálatot teljesített. Ezután Los Angelesbe költözött.
Harsonásból 1950-es, 60-as évek egyik kiemelkedő amerikai big band hangszerelőjévé vált. Sok éven át ő volt Frank Sinatra első hangszerelője. Elötte még volt néhány slágere Nat King Cole számara is (Mona Lisa, Route 66). Az 1950-es években kizárólag a Capitol Records megbízta, hogy gondoskodjon a cég összes énekes sztárjáról Rosemary Clooney, Peggy Lee, Ella Mae Morse, Judy Garland.
Riddle zenekarával számos saját lemezt adott ki. Legnagyobb kereskedelmk sikere a Lisbon Antigua című kislemeze volt 1956-ban. A kislemez elérte az 1. helyet a Billboard eladási listán, és négy hétig maradt az első helyen.
Ella Fitzgerald számára ő hangszerelte a híres énekeskönyv-sorozatot George Gershwin és Jerome Kern dalaiból.
1960 és 1975 között ötször jelölték Oscar-díjra filmkompozícióiért, az az egyiket el is nyerte (A nagy Gatsby − Robert Redford, Mia Farrow).
Az 1980-as évek elején sikeres együttműködést kezdett Linda Ronstadt népszerű country énekesnővel. Együtt három albumot készítettek, amelyek közül kettő Grammy-díjat kapott (Linda Ronstadt & The Nelson Riddle Orchestra). Röviddel halála előtt utolsó munkája az új-zélandi klasszikus szopránénekesnő, Kiri Te Kanawa albuma volt, aki a dzsesszéneklésben is kipróbálta magát.

## Albumok
- The Music from Oklahoma! (1955)
- Moonglow (1955)
- Lisbon Antigua (1956)
- The Tender Touch (1956)
- Hey...Let Yourself Go! (1957)
- C'mon...Get Happy! (1957)
- Sea of Dreams (1958)
- The Joy of Living (1959)
- Sing a Song with Riddle (1959)
- Music of the Motion Picture Can Can (1960)
- Original Music from The TV Show The Untouchables (1960)
- Dance to the Music of Tenderloin (1961)
- Love Tide (1961)
- Magic Moments from The Gay Life (1961)
- Route 66 Theme and Other Great TV Hits (1962)
- Love Is a Game of Poker (1962)
- More Hit TV Themes (1963)
- The Best of Nelson Riddle (1963)
- White on White, Shangri-La, Charade & Other Hits of 1964 (1964)
- Original Music from The Rogues (1964)
- Interprets Great Music, Great Films, Great Sounds (1964)
- NAT: An Orchestral Portrait of Nat King Cole (1966)
- Music for Wives and Lovers (1967)
- The Bright and the Beautiful (1967)
- The Riddle of Today (1968)
- The Contemporary Sound of Nelson Riddle (1968)
- British Columbia Suite (1969)
- The Riddle Touch (1969)
- Nelson Riddle Conducts the 101 Strings (1970)
- Communication (1972)
- Changing Colors (1972)
- Vive Legrand! (1973)
- The Look of Love ( 1982)
- Romance, Fire and Fancy (983)
- Unforgettable (Nat King Cole album) (1954)
- Nat King Cole Sings for Two in Love (1954)
- The Piano Style of Nat King Cole (1955)
- Ballads of the Day (1956)
- This is Nat King Cole (1957)
- St. Louis Blues (1958)
- Cole Español (1958)
- To Whom It May Concern (1959)
- Wild Is Love (1960)
- Nat Cole Sings the Great Songs (With Ella Fitzgerald 1964)
- Ella Fitzgerald Sings the George and Ira Gershwin Songbook (1959)
- Ella Swings Gently with Nelson (1962)
- Ella Swings Brightly with Nelson (1962)
- Ella Fitzgerald Sings the Jerome Kern Songbook (1963)
- Ella Fitzgerald Sings the Johnny Mercer Songbook (1964)
- Ella Loves Cole
- Dream Dancing (Ella Fitzgerald album, 1972)
- The Best Is Yet to Come (Ella Fitzgerald album, 1982)

## Filmzene
- Flame of the Islands (1956)
- Lisbon (1956)
- Johnny Concho (1956)
- A Hole in the Head (1959)
- Li'l Abner (1959)
- Ocean's 11 (1960)
- Lolita (1962)
- Come Blow Your Horn (1963)
- 4 for Texas (1963)
- Paris When It Sizzles (1964)
- What a Way to Go! (1964)
- Robin and the 7 Hoods (1964)
- Harlow (1965)
- Marriage on the Rocks (1965)
- A Rage to Live (1965)
- Red Line 7000 (1965)
- Batman (1966)
- El Dorado (1966)
- The Spy in the Green Hat (1966)
- The Maltese Bippy (1969)
- The Great Bank Robbery (1969)
- The Blue Knight (series) (1975)
- The Great Gatsby (1974)
- How to Break Up a Happy Divorce (1976)
- Harper Valley PTA (1978)
- Goin' Coconuts (1978)
- Rough Cut (1980)
- Chattanooga Choo Choo (1984)

## Díjak
- Grammy-díj: háromszor elnyerte és 11 jelölése volt.
- http://awardsandwinners.com/winner/?name=nelson-riddle&mid=/m/025jj7